# Georgeta Buliga
Georgeta Buliga este o controversată judecătoare din România, fostă președinte a Curții de Apel Iași.
A fost condamnată în noiembrie 2011 de magistrații Curții de Apel Bacău la o pedeapsă cu închisoarea de patru ani și jumătate, pentru luare de mită și trafic de influență.
Totodată, i s-a interzis și dreptul de a mai alege sau de a fi aleasă, magistrații menționând că este "nedemnă" de a mai avea unele drepturi.
Este o sentință fără precedent, Buliga fiind singura judecătoare ieșeană condamnată în ultimii 20 de ani.
Georgeta Buliga a fost supranumită în oraș „mama judecătorilor”.